# El Loroː periódico ilustrado joco-serio

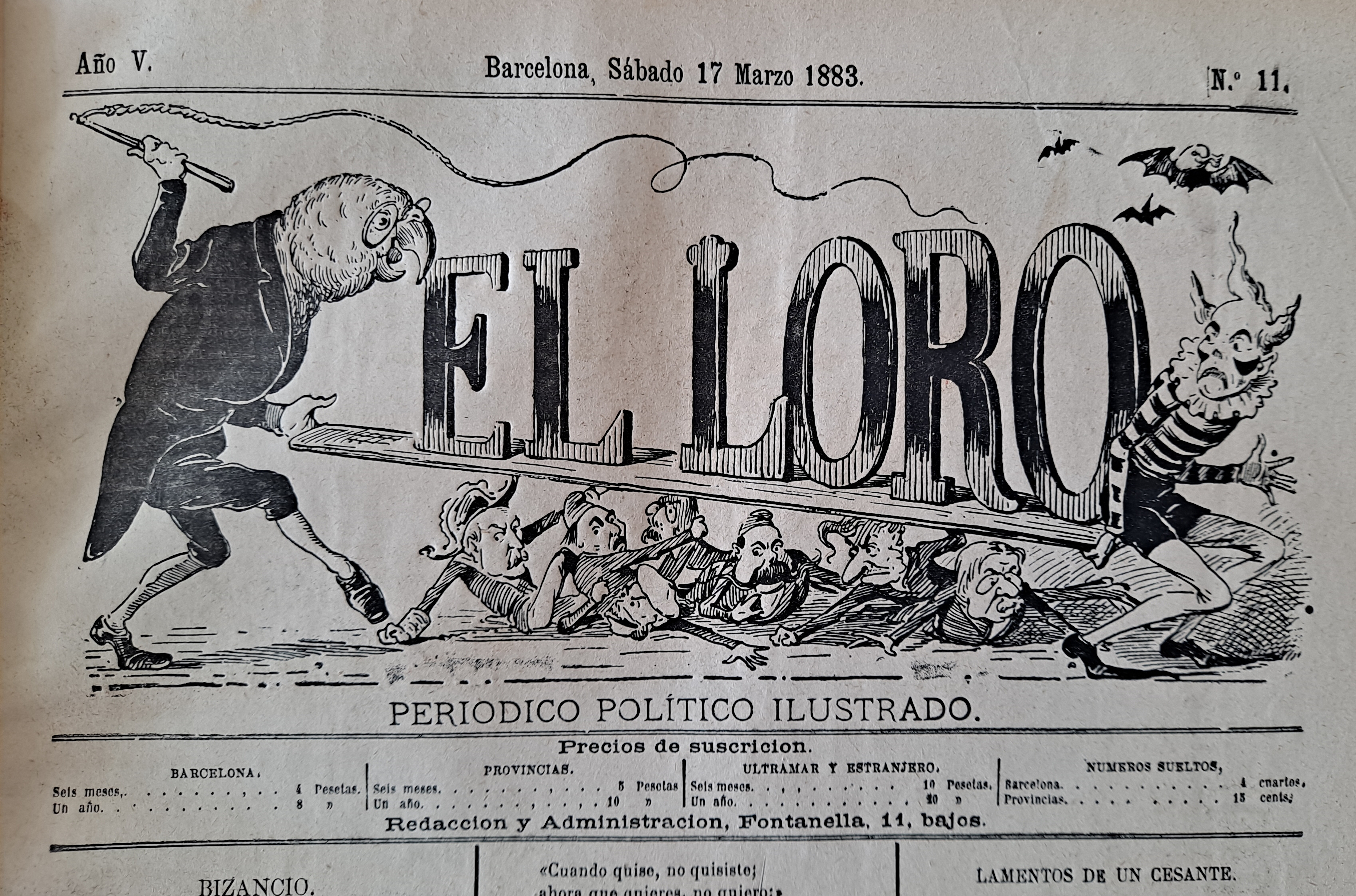
Capçalera de "El Loro" corresponent al 17 de març del 1883

El Loro va ser una revista il·lustrada editada a Barcelona entre 1879 i 1885.
Entre 1916 i 1917 es va editar a Reus una altra revista també denominada El Loro.
El primer numero de la publicació barcelonina correspon al 29 de novembre de 1879 i subtitula Periódico ilustrado joco-serio.
El darrer número va ser el del 28 de febrer de 1885. Llavors subtitulava Periódico politico ilustrado. Van ser, en total, 272 números
Tenia periodicitat setmanal. La redacció estava situada al carrer de Fontanella número 11. S'imprimia a la impremta de V. Pérez.
Cada numero constava de quatre pàgines. La primera i la última amb textos en castellà i signats amb pseudònims com El papagayo, una cotorra, etc.. Destacava tanmateix per la doble pàgina central, tota ella ocupada per una il·lustració a gran format que feia referència a l'actualitat política espanyola o europea. Com a impressors d'aquestes làmines apareixen els litògrafs Antoni Pigrau o J. Sivilla. El dibuixant era Tomàs Padró.